# Картувальне буріння
Картувальне буріння (рос. картировочное бурение, англ. map drilling, structural drilling, нім. Kartierungsbohrung f, Kartierungsbohren n) – буріння свердловин з відбором керну для складання геологічних розрізів і карт. Застосовується при геологознімальних роботах в масштабі 1:200000 і більше на площах, перекритих чохлами різн. відкладів. За даними бурових свердловин вивчають стратиграфічні розрізи, структури окр. ділянок, склад і умови залягання гірських порід, простежують окр. геол. тіла або структури, виявляють їх роль і значення в локалізації скупчень корисних копалин. Свердловини бурять за профілями або за геом. мережею, густина якої залежить від складності геол. будови району і масштабів робіт.